# Режис де Соуза
Режис Адаїр Куарежма де Соуза або просто Режис де Соуза (порт. Régis de Souza, нар. 25 січня 1982, Сапукая) — бразильський футболіст, нападник клубу «Аурора». Виступав, зокрема, за клуб «Серро Кора».
Де Суза — лівоногий нападник, який має вибухову швидкість, володіє потужним ударом з обох ніг, результативно грає головою та є майстром штрафних ударів. У підлітковому віці виступав за «Греміо» разом з Роналдінью. До від'їзду в Судан, грав за болівійський клуб «Ла-Пас».

## Ігрова кар'єра
Народився 25 січня 1982 року в місті Сапукая. Вихованець футбольної школи клубу «Греміо».
У дорослому футболі дебютував 2001 року виступами за команду «Серро Кора», в якій провів п'ять сезонів у нижчих дивізіонах парагвайського чемпіонату.

### Сезон 2007 року
Протягом сезону 2007 року Де Соуза грав у «Орієнте Петролеро» в Першому дивізіоні чемпіонату Болівії, забивши вісім м'ячів (п'ять голів в Апертурі 2007 та три голи в Клаусурі 2007).

### Сезон 2008 року
8 січня 2008 року підписав контракт з «Ла-Пасом». Дебютував за нову команду 30 січня 2008 року в кубку Лібертадорес в Гвадалахарі проти «Атласа».
У перших 6-и матчах Апертури 2008 відзначився 6-а голами за «Ла-Пас», очоливши список найкращих бомбардирів чемпіонату Болівії. Болівійські ЗМІ розповсюджували чутки про можливість переходу Режиса в червні до одного з європейських чемпіонатів. Проте після невдалої гри проти «Універсітаріо де Депортес» наступний матч чемпіонату провів на лаві запасних. Однак після цього де Соуза повернувся до стартового складу команди в поєдинку проти «Депортіво Сан-Хосе» та відзначився голом, допомагаючи «Ла-Пасу» перервати триматчеву програшну серію, перемогою над «Сан-Хосе» (5:2). У 18-и матчах Апертури 2008 відзначився 9-а голами.

### Сезон 2009 року
6 січня 2009 року уклав 4-річний контракт з суданським «Аль-Хілялем» (Омдурман).

### Подальша кар'єра
Згодом з 2009 по 2018 рік грав у складі команд «Ла-Пас», «Депортіво Сан-Хосе» (рахом з командою виступав у Південноамериканському кубку 2010), «Зе Стронгест», «Депортіво Сан-Хосе» та «Реал Америка».
До складу клубу «Аурора» приєднався 2018 року.